# Osława
Osława (rusiń. Ослава, niem. Oslawa, cz. Oslava, ukr. Ослава) – rzeka w południowo-wschodniej Polsce, lewy dopływ Sanu w zlewisku Morza Bałtyckiego. Długość – 55 km, powierzchnia zlewni – 503 km².
Źródła Osławy znajdują się na południowo-zachodnich stokach Matragony w granicznym paśmie Bieszczadów. Osława początkowo płynie na zachód wzdłuż grzbietu granicznego, następnie na wysokości Przełęczy Łupkowskiej skręca na północ. W dolnym biegu, silnie meandrując, płynie na północny wschód i uchodzi do Sanu koło wsi Zasław. Dolina Osławy niemal na całej długości stanowi granicę między Beskidem Niskim w Karpatach Zachodnich a Bieszczadami Zachodnimi w Karpatach Wschodnich. 
Nazwę rzeki zapisano po raz pierwszy w 1400 roku. Nazwa rzeki pochodzi prawdopodobnie od języków przedsłowiańskich, osła – ‘kamień’. 
Dolina Osławy stanowi szlak komunikacyjny. Biegną nią linia Bieszczadzkiej Kolejki Leśnej (z Balnicy do Rzepedzi), linia kolejowa z Przełęczy Łupkowskiej do Zagórza oraz drogi nr 897 i 892. Rzeka przepływa przez wsie Maniów, Wola Michowa, Smolnik, Mików, Duszatyn, Prełuki, Turzańsk, Rzepedź, Szczawne, Kulaszne, Wysoczany, Mokre, Morochów, Czaszyn, Tarnawa Dolna, Wielopole, Zagórz i Zasław (dawniej Zasławie). 

## Dopływy
Większe dopływy: Osławica, Kalniczka. 

## Turystyka
Do 1946 roku dorzecze Osławy było zamieszkane w większości przez rusińskich Łemków 
Po dawnych mieszkańcach zachowały się w dolinie Osławy nieliczne już drewniane cerkwie wschodniołemkowskiej proweniecji m.in. w dawnej wsi Dolina, Morochowie, Szczawnem, Turzańsku, Rzepedźi, Komańczy, Wisłoku Wielkim, i Radoszycach oraz murowane z początku XX wieku, na planie krzyża z centralną kopułą, stylem wywodzącym się z Huculszczyzny, uznanym przez Ukraińców za narodowy m.in. w Czaszynie, Łukowem i Smolniku. Z Sanoka prowadzi Szlak Ikon Dolina Osławy, znakowany kolorem niebieskim . Sanok PKP i PKS przez Turzańsk.